# جوانا هامان
جوانا هامان (بالإسبانية: Johanna Hamann)‏ هي أكاديمية بيروفية، ولدت في 21 يوليو 1954 في ليما في بيرو، وتوفيت في 7 أبريل 2017.